# Homoranthus wilhelmii
Homoranthus wilhelmii là một loài thực vật có hoa trong Họ Đào kim nương. Loài này được (F.Muell.) Cheel mô tả khoa học đầu tiên năm 1922.